# Императорска амазона
Императорската амазона (Amazona imperialis), познат още като папагал Сисеру, е вид птица от семейство Папагалови (Psittacidae). Видът е критично застрашен от изчезване.
Включен е в приложение I на CITES и Приложение А на Регламент (ЕО) № 338/97.

## Разпространение и местообитание
Среща се единствено на карибския остров Доминика. Той е и национален символ на държавата и като такъв присъства на доминиканското знаме.